# Komety 2004–2006
Komety 2004–2006 – trzeci album muzyczny zespołu Komety, wydany w 2006 roku przez wytwórnię Jimmy Jazz Records. Na płycie znajdują się utwory wcześniej publikowane wyłącznie na różnych składankach, utwory wcześniej niepublikowane oraz piosenki nowe, napisane specjalnie na tę płytę. CD zawiera dodatek multimedialny w postaci teledysków.

## Spis utworów
1. "Intro"
2. "W dżinsach i w swetrze"
3. "Kieszonkowiec Darek 2006"[1]
4. "Eyes of Green"
5. "Anna jest szpiegiem"
6. "Ze wsi do miasta"
7. "Krzywe nogi"
8. "Your Cheating Heart"[2]
9. "Aztec Gold"
10. "Tak mi źle"[3]
11. "My Rifle My Pony and Me"[4]